# When You Wish Upon a Star
When You Wish Upon a Star (pol. Milion gwiazd na niebie lśni) – utwór napisany przez Leigha Harline’a i Neda Washingtona na potrzeby ścieżki dźwiękowej do filmu Pinokio z 1940. Piosenkę w oryginale zaśpiewał Cliff Edwards, użyczający głosu świerszczowi Hipolitowi w filmie.
Utwór został uhonorowany Nagrodą Akademii Filmowej w kategorii „najlepsza piosenka oryginalna”.